# トロピカル・ストーム・アルファ (2005年)
トロピカル・ストーム・アルファ（Tropical Storm Alpha）は2005年に大西洋で発生し、22番目に名称が付けられた熱帯性暴風である。アルファは10月にイスパニョーラ島に上陸し、確認されているだけでドミニカ共和国とハイチを中心に43名の犠牲者を出した。このシーズンにおいて6番目に多くの死者を出した熱帯低気圧である。

## 経過

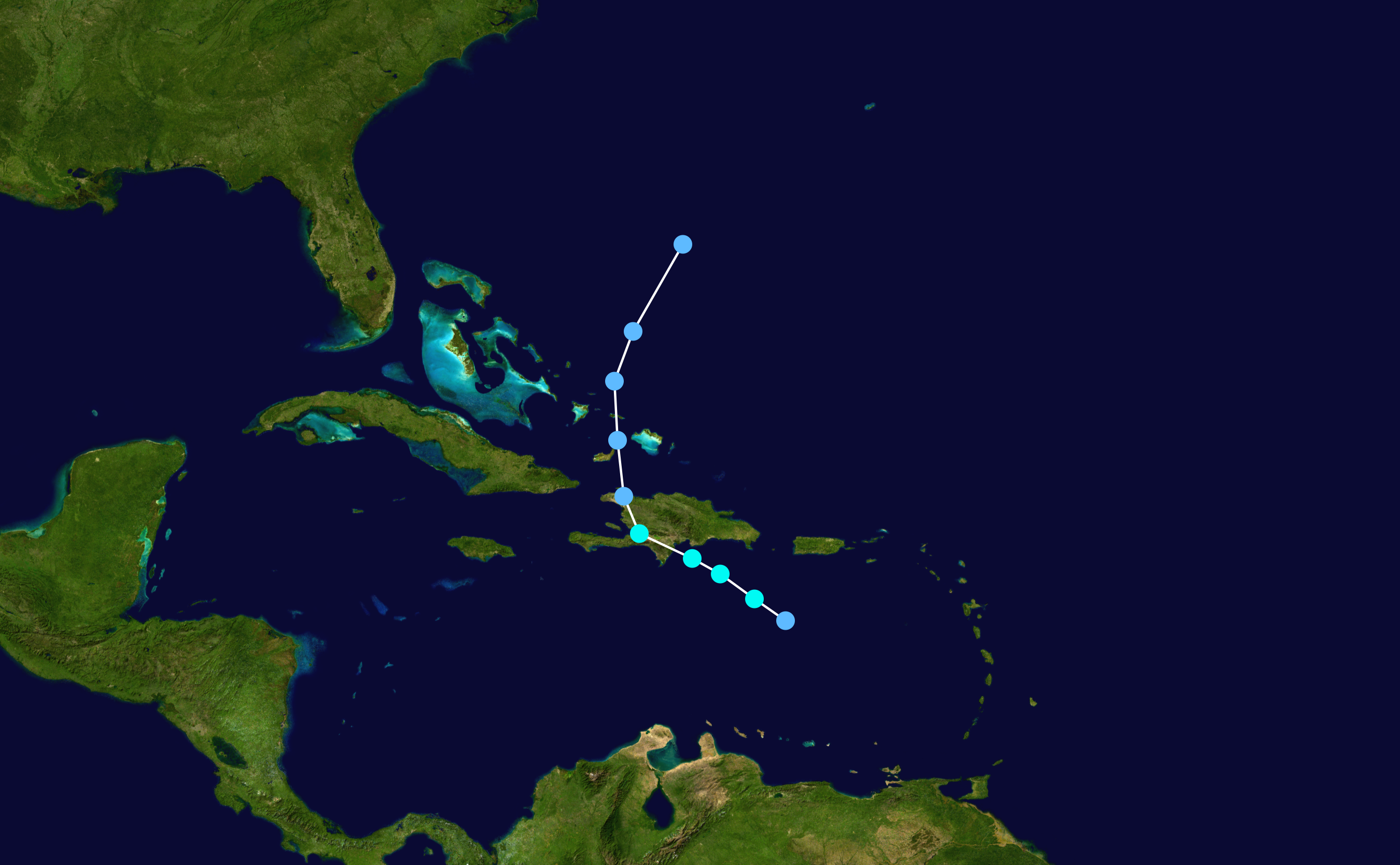
アルファの経路

10月半ばにアフリカ大陸付近から生じたトロピカル・ウェーブは、10月19日にはウィンドワード諸島に到達、そして22日にプエルトリコのサンフアンの80マイル（128km）ほど南西でトロピカル・デプレッションと呼ばれる強さとなった。
その後、近くに存在したハリケーン・ウィルマからの乱気流があったにもかかわらず、西北西に移動しながら勢力を強め、トロピカル・ストームの強さにまで成長した。23日の朝には、アルファはドミニカ共和国のバラオーナ付近に上陸。その後、ハイチを通過した。
イスパニョーラ島の険しい山地を通過したため、アルファはトロピカル・デプレッションの強さにまで勢力を弱めた。そして、10月24日の午後にはアルファは気圧の谷に変化した。その後、すぐにハリケーン･ウィルマに取り込まれた。

## 被害

### 死者
アルファによって、43名の犠牲者が出た。

### ハイチ
ポルトープランスの付近の川が氾濫し、17人が死亡した。また、23人が行方不明になり、その内16人の死亡が確認された。ハイチでは計33名が死亡した。これは恐れられていた被害よりも少ないものである。ハイチでは、ひどい森林破壊や警報システムの不備がある為、ハリケーンが直撃すると2004年のハリケーン・ジーンの時の様に多数の死者が出ることが多い。
また、23棟が流され、少なくとも400棟が被害を受けた。

### ドミニカ共和国
ドミニカ共和国では、洪水の危険性があった地域で、少なくとも3万人に避難が命じられた。ドミニカ共和国では9人が死亡した。この中には、海で行方不明になった2人の漁師と、増水した水に流された14歳の少年が含まれる。

## 記録
2005年は大西洋ハリケーンに関する様々な記録が生まれたが、アルファもその1つである。
この熱帯低気圧の名称には、ギリシア文字のアルファ（Α,α）が使用された。これは、ハリケーン・ウィルマで21の名称（Q,U,X,Y,Zを除くアルファベットA～Wの21文字）を使い果たしてしまったからである。アルファという名称が大西洋で発生したトロピカル・ストームに使用されたのは2005年が初めてであり（サブトロピカル･ストームに使用されたという前例はある）、名称を使い果たしたためにギリシア文字が使用されたのも2005年のアルファが初めてである。
アルファは2005年に発生した22番目（翌年の解析で、アルファより前に1つのサブトロピカル・ストームが確認されたため、正確には23番目）の熱帯性暴風である。これで1933年シーズンの21個を抜き、2005年が1シーズンで最も多くの熱帯性暴風が発生した年となった。なお、2005年はその後も熱帯性暴風が発生し、最終的にゼータ（Ζ,ζ）までギリシア文字が使用された。